# كيث دويل (سياسي)
كيث دويل (بالإنجليزية: Keith Doyle)‏ هو سياسي أسترالي، ولد في 10 ديسمبر 1924، وتوفي في 12 أكتوبر 2017. انتخب عضو الجمعية التشريعية نيو ساوث ويلز.